# Asura circumdata
Asura circumdata är en fjärilsart som beskrevs av Walker 1864. Asura circumdata ingår i släktet Asura och familjen björnspinnare. Inga underarter finns listade i Catalogue of Life.